# ファンダム (会社)
ファンダム（Fandom）は、MediaWikiを利用したウィキサイトのホスティングサービス、または、それを運営するFandom Inc.（ファンダム社）のことである。2004年に、ジミー・ウェールズとアンジェラ・ビーズリーが創設した。

## 概要
このサービスは当初Wikicities（ウィキシティーズ）と呼ばれていたが、名前が他社サービス（Yahoo! GeoCities）との混乱を招くということで、2006年3月27日にウィキア（Wikia）に改名された。その後、多くの投資家から多額の投資をうけ、特にシリーズBの段階でAmazon.comからは1000万ドル出資されている。他に、伊藤穰一、ミッチ・ケイパー、マーク・アンドリーセンなどからも出資されている。2016年10月4日、ブランド名がwikia.comからFandom powered by Wikiaに変更された。現在はサービス名Fandom、企業名もFandom Inc.である。
ファンダムでは、多種多様なコンテンツ（Roblox等のWiki）を扱っている。そのため、Fandom.comは「様々な（主にゲーム）に関するWikiの集約」とも言える。かつ、それらの記事が全て、GFDL、クリエイティブ・コモンズなどのフリーなライセンスであることが求められる。
ファンダムは、MediaWikiとLinuxのサーバで運用されており、これらがコミュニティを支えている。2006年8月には、48言語、1500を越えるプロジェクトまたはWikiを抱えるようになった。
また、2006年8月7日にMediaWikiを利用したウィキ形式のウェブサイトWorld Wikiaを正式開設している。これはGFDLで配布されている。
そして2006年12月には、以前からMediaWikiで構築されていたスポーツコミュニティサイトであるArmchairGMを200万ドルで買収し、サイトのマガジンの一部とした。
なお、MediaWikiを用いてはいるがソースはJavaScriptに依存しているため、Wikipediaなどとは違ってJavaScriptに非対応の環境では正常に表示されないようになっている。

## ファンダム社
この会社は、アメリカ合衆国のカリフォルニア州、サンマテオを本拠として設立された。現在の本拠地はサンフランシスコである。アンジェラ・ビーズリーは、設立当初から副社長として就任しており、2006年6月5日からは、eBayの元副社長であったギル・ペンチーナが最高経営責任者として就任している。Michael E. Davisは、以前からのジミー・ウェールズのビジネスパートナーであり、ウィキメディア財団のボードメンバーでもあるが、ファンダムの会計、秘書としても働いている。
2007年5月には、日本人スタッフも就任し、日本語でウィキア社と連絡を取ることもできるようになり、2014年4月にはWikia Japanも設立された。
2008年1月7日、検索エンジンWikia Searchを公開した。
2022年10月3日、ゲームメディアのGameSpot、レビュー収集サイトのMetacritic、アメリカのテレビ番組表情報を扱うTV Guideどを買収し傘下に収めたことを発表した。